# 国鉄レ900形貨車
国鉄レ900形貨車（こくてつレ900がたかしゃ）は、1912年（明治45年/大正元年）から1913年（大正2年）にかけて鉄道院が製作した貨車（冷蔵車）である。

## 概要
無氷槽式であるレ1形で輸送した鮮魚は、車両上部に積まれたものが乾燥して市場価値が落ちるとの評価を受けて、妻部天井側に少量の氷を入れられるようにした妻半氷槽式を備えた冷蔵車が開発された。これが本形式である。
四日市、鷹取、大宮の3工場で、レソ25080 - レソ25229の150両が製作された。全長6,275mm、全幅2,362mm、全高3,632mm、荷重8t、断熱材はフェルトで真空ブレーキを備えていた。
1917年（大正6年）、冷蔵車による初めての精肉輸送試験が行われ、その結果を受けて同年中に50両が改造を受けて肉を吊り下げるフック（懸垂鉤）を取り付けた。その後、この改造は本形式の全ての車両に行われ、中国から輸入した牛肉の輸送用などに用いられた。
大正末期から廃車が進行し、1928年（昭和3年）称号規定改正時点での残存車両は51両で、レ900形に分類されてレ900 - レ950の番号となった。さらに1930年（昭和5年）制定の略号により「レコシ」の標記がなされた。これは小形の肉懸垂鉤付き車両を意味する記号である。
太平洋戦争後まで残った車両もあり、一部は連合軍に接収されて使用された車両もある。1949年（昭和24年）に残存車がすべて廃車され、形式消滅した。